# Hasslingstjärnen
Hasslingstjärnen är en sjö i Krokoms kommun i Jämtland och ingår i Indalsälvens huvudavrinningsområde. Sjön har en area på 0,0916 kvadratkilometer och ligger 437,2 meter över havet.

## Delavrinningsområde
Hasslingstjärnen ingår i det delavrinningsområde (710090-142955) som SMHI kallar för Mynnar i Öster-Hasslingen. Medelhöjden är 490 meter över havet och ytan är 10,1 kvadratkilometer. Räknas de 4 avrinningsområdena uppströms in blir den ackumulerade arean 21,7 kvadratkilometer. Vattendraget som avvattnar avrinningsområdet har biflödesordning 4, vilket innebär att vattnet flödar genom totalt 4 vattendrag innan det når havet efter 300 kilometer. Avrinningsområdet består mestadels av skog (91 procent). Avrinningsområdet har 0,67 kvadratkilometer vattenytor vilket ger det en sjöprocent på 6,6 procent.